# まんが家マリナ・シリーズ
まんが家マリナ・シリーズ（まんがかマリナ・シリーズ）は、藤本ひとみによる日本のライトノベルシリーズ。イラストは谷口亜夢・高河ゆんが担当している。集英社文庫コバルトシリーズ→コバルト文庫（集英社）より1985年7月から1995年1月まで刊行された。

## あらすじ
三流少女まんが家マリナに訪れる事件をゆるーく解決しちゃうお話。

## 登場人物
池田麻里奈（いけだ まりな）
射手座のB型。主人公。頭のチョンチョリンとメガネがトレードマークの売れない三流漫画家。父親は転勤族で幼稚園の頃から日本各地を転々としており、人懐っこい性格もあって日本全国に知り合いがいる。現在は都内の安アパートで一人暮らし。
なぜか次々と出てくる美少年にモテまくる。それに反して仕事には恵まれず、何とか仕事を得るチャンスに恵まれても行く先々で事件に巻き込まれる。
黒須和矢（くろす かずや）
フルネームは和矢・フランソワ・ローランサン・黒須（かずや・フランソワ・ローランサン・くろす）。父は貿易商、母はフランス人。シャルルとは幼馴染同士。
蠍座のA型。マリナ中学時代の同級生であり思い人。時々とんでもないくさい台詞を平気ではく。
シャルル・ドゥ・アルディ
水瓶座のAB型のフランス人。IQ269の天才。きめの台詞は「たとえ太陽が西から昇っても、この俺に間違いは無い」。考え始めると彫刻のように美しく固まってしまう癖がある。
響谷薫（ひびきや かおる）
水瓶座のO型。実の兄のことを愛してしまった男装の麗人。ノリやすい性格でマリナを良くからかっている。決めゼリフは「愛してるぜ。今夜は眠らせない」。
心臓疾患の持病を抱えていて、発作を止める為のニトログリセリンを常時携帯している。ヴァイオリンの名手。
美女丸（びじょまる）
フルネームは弾上藤一郎宗影静香（だんじょうとういちろうむねかげしずか）であり、美女丸は幼名。名家弾上家第三十代当主で、元服に際して名乗りを変えた。彼と和矢の父親が親友同士で、二人とも旧知の仲。
牡羊座のA型。マリナの小学生の時クラスメートで短気だが男らしい。決め台詞は「光物が怖くてサバが食えるか、ばかやろう！」。

## 既刊一覧

### 小説
- 藤本ひとみ（著） / 谷口亜夢（イラスト）、集英社〈集英社文庫コバルトシリーズ→コバルト文庫〉、全21巻（シリーズ未完）
  - 『まんが家マリナ最初の事件/愛からはじまるサスペンス』1985年7月10日発売[1]、ISBN 4-08-610766-X
  - 『まんが家マリナ恋愛事件/愛の迷宮でだきしめて！』1986年4月10日発売[2]、ISBN 4-08-610833-X
  - 『まんが家マリナお嬢さま事件/愛はきらめく星になっても』1986年10月9日発売[3]、ISBN 4-08-610887-9
  - 『まんが家マリナ怪奇事件/愛いっぱいのミステリー』1987年4月10日発売[4]、ISBN 4-08-611038-5
  - 『まんが家マリナアストラル・トリップ事件/愛してローマ夜想曲』1987年7月10日発売[5]、ISBN 4-08-611066-0
  - 『まんが家マリナ黒鈴事件/愛よいま、風にかえれ（前）』1988年1月8日発売[6]、ISBN 4-08-611120-9
  - 『まんが家マリナ黒鈴事件/愛よいま、風にかえれ（後）』1988年1月8日発売[7]、ISBN 4-08-611121-7
  - 『まんが家マリナ密室殺人事件/愛と哀しみのフーガ（上）』1988年7月1日発売[8]、ISBN 4-08-611176-4
  - 『まんが家マリナ密室殺人事件/愛と哀しみのフーガ（下）』1988年8月3日発売[9]、ISBN 4-08-611184-5
  - 『まんが家マリナ七星剣事件/愛をかたるエリニュス（上）』1989年1月3日発売[10]、ISBN 4-08-611240-X
  - 『まんが家マリナ七星剣事件/愛をかたるエリニュス（下）』1989年3月3日発売[11]、ISBN 4-08-611262-0
  - 『まんが家マリナ貴族事件/愛する君のために（上）』1989年12月1日発売[12]、ISBN 4-08-611356-2
  - 『まんが家マリナ貴族事件/愛する君のために（下）』1990年4月3日発売[13]、ISBN 4-08-611398-8
  - 『まんが家マリナタイム・スリップ事件/愛と剣のキャメロット』1990年6月1日発売[14]、ISBN 4-08-611420-8
  - 『まんが家マリナ求婚事件/愛をするアンテロス』1990年10月3日発売[15]、ISBN 4-08-611460-7
  - 『まんが家マリナアンテロス事件/愛をするフォリー』1991年3月1日発売[16]、ISBN 4-08-611510-7
  - 『まんが家マリナ逃亡事件/愛にささげるトルソ』1991年10月3日発売[17]、ISBN 4-08-611574-3
  - 『まんが家マリナ恋心事件/愛は甘美なパラドクス』1993年1月2日発売[18]、ISBN 4-08-611711-8
- 藤本ひとみ（著） / 高河ゆん（イラスト） 『まんが家マリナ赤いモルダウの章/シャルルに捧げる夜想曲』 集英社〈コバルト文庫〉、全3巻
  1. 1994年10月1日発売[19]、ISBN 4-08-611895-5
  2. 1994年11月2日発売[20]、ISBN 4-08-614006-3
  3. 1995年1月3日発売[21]、ISBN 4-08-614025-X

### 番外編/イラスト集
- 藤本ひとみ（著） / 谷口亜夢（イラスト）、集英社〈集英社文庫コバルトシリーズ〉、全2巻
  - 『愛してマリナ大辞典1 美少年集合』1988年12月2日発売[22]、ISBN 4-08-611231-0
  - 『愛してマリナ大辞典2』1990年2月2日発売[23]、ISBN 4-08-611379-1

## 漫画
「少女フレンド」1989年6月20日号から9月5日号まで谷口亜夢によるコミカライズが『マリナ恋冒険』のタイトルで連載された。

### 書誌情報
- 藤本ひとみ（著） / 谷口亜夢（作画） 『マリナ恋冒険』 講談社〈講談社コミックスフレンド〉、1990年1月13日第1刷発行、ISBN 4-06-176244-3

## 映画
アニメ映画『愛と剣のキャメロット まんが家マリナ タイムスリップ事件』が、1990年8月25日に公開された。
およそ45分。

### キャスト
- 池田麻里奈 - 林原めぐみ[24]
- 黒須和矢 - 辻谷耕史[24]
- 響谷薫 - 戸田恵子[24]
- 美女丸 - 関俊彦[24]
- シャルル・ドゥ・アルディ - 速水奨[24]
- カーク・フランシス・ルーカス - 難波圭一[24]
- アーサー・ペンドラゴン - 井上和彦[24]
- ドーラ - 松井菜桜子[24]
- シモン - 堀内賢雄[24]
- ロン - 横尾まり[24]
- コロン - 松岡洋子[24]

### スタッフ
- 監督 - 石井文子[25]
- 監修 - 小林治[24]
- プロデューサー - 中野和雄[24]、斎春雄[24]、加藤博[24]
- 企画 - 渡邊浩志[24]、藤原正道[24]
- 原作 - 藤本ひとみ[24]
- 脚本 - 藤本ひとみ[24]、渡辺麻実[24]
- キャラクター原案 - 谷口亜夢[24]
- 作画監督 - 児山昌弘[24]
- 美術監督 - 千葉秀雄[24]
- 撮影監督 - 斎藤秋男[25]
- 編集 - 森田編集室[24]
- 録音監督 - 清水勝則[24]
- 音楽 - KAZZ TOYAMA[24]
- 制作協力 - 葦プロダクション[24]、亜細亜堂[24]
- 配給 - 東宝[24]
- 製作 - 集英社[25]、東宝[25]

### 主題歌
- オープニング「MOON LIGHT伝説」（歌：池田政典）
  - 作詞：及川眠子／作曲：夢野真音／編曲：大森俊之
- エンディング「Amour」（歌：池田政典）
  - 作詞：藤本ひとみ／作曲：羽場仁志／編曲：大森俊之

### サウンドトラック
- アニメ映画の主題歌・BGM・イメージソングを収録したサウンドトラック盤が、1990年10月17日に東芝EMIから発売された（規格品番：TYCY-5146）。

収録曲
1. MOON LIGHT伝説（歌：池田政典）
作詞：及川眠子／作曲：夢野真音／編曲：大森俊之
2. 黒い瞳のシルフ
作曲・編曲：KAZZ TOYAMA
3. プラチナ・トワイライト
作曲・編曲：KAZZ TOYAMA
4. LOOK FOR 麻里奈
作曲・編曲：KAZZ TOYAMA
5. LADY PERPLE
作曲・編曲：KAZZ TOYAMA
6. HOWLLING（歌：AIRBLANCA）
作詞：藤本ひとみ／作曲：タケカワユキヒデ／編曲：KAZZ TOYAMA
7. 忍びよるDARKNESS
作曲・編曲：KAZZ TOYAMA
8. エクスカリバー
作曲・編曲：KAZZ TOYAMA
9. オレたちの夜想曲（歌：AIRBLANCA）
作詞：藤本ひとみ／作曲：馬飼野康二／編曲：大森俊之
10. 闇の城
作曲・編曲：KAZZ TOYAMA
11. DEVIL EYES
作曲・編曲：KAZZ TOYAMA
12. DANGER LABYRINTH
作曲・編曲：KAZZ TOYAMA
13. 君に（歌：AIRBLANCA）
作詞：藤本ひとみ／作曲：タケカワユキヒデ／編曲：KAZZ TOYAMA
14. 再会
作曲・編曲：KAZZ TOYAMA
15. GLORY ON YOU!!〜DRAGON
作曲・編曲：KAZZ TOYAMA
16. 戴冠式
作曲・編曲：KAZZ TOYAMA
17. Amour
作詞：藤本ひとみ／作曲：羽場仁志／編曲：大森俊之

## 音声作品
- 藤本ひとみ「愛してマリナ・スペシャルCD」（まんが家マリナまつり）8cmCD/HFAHM-001（非売品）
  - 語り - 藤本ひとみ
- 「愛の迷宮でだきしめて!」
  - マリナ - 横沢啓子
  - 和矢 - 辻谷耕史
  - シャルル - 井上和彦
- 「愛してポンペイ狂詩曲(ラプソディー)」
  - マリナ - 島津冴子
  - カミルス - 井上和彦
- 「愛してローマ夜想曲」
  - マリナ - 林原めぐみ
  - カミルス - 難波圭―
  - ガイウス - 玄田哲章

集英社カセット コバルトシリーズ
- 『まんが家マリナ恋愛事件　愛の迷宮でだきしめて!』1988年11月29日発売
CD：日本コロムビア、1987年8月1日発売
  - マリナ - 横沢啓子
  - 和矢 - 辻谷耕史
  - シャルル - 井上和彦
  - 麗香 - 伊東景衣子
  - 由香里 - 篠倉伸子
  - 松井 -  佐藤政道
  - イラスト - 谷口亜夢

- 『まんが家マリナ暗殺事件　愛してポンペイ狂詩曲(ラプソディー)』1988年12月17日発売
CD
  - マリナ - 島津冴子
  - カミルス - 井上和彦
  - レミ - 三ッ矢雄二
  - ユリア - 島本須美
  - パラス - 堀内賢雄
  - レピダ - 水谷優子
  - ガイウス - 増岡弘
  - ディロン - 佐藤政道
  - レピダの父 - 村松康雄
  - ルフス - 沢りつお
  - ゲルリウス - 立木文彦
  - 御者 - 中嶋聡彦
  - イラスト - 谷口亜夢
  - 音声オリジナル作品

- 『まんが家マリナ アストラル・トリップ事件 愛してローマ夜想曲』1990年8月29日発売
CD：1990年8月29日
  - マリナ - 林原めぐみ
  - ブリタニクス - 難波圭一
  - ガイウス - 玄田哲章
  - プリスクス - 関俊彦
  - ネロ - 菊池正美
  - アグリッピナ - 沢田敏子
  - ティゲリヌス - 西村知道
  - シリウス - 杉山良一
  - セネカ - 菅原正志
  - シャルル - 堀川亮
  - 美女丸 - 鈴置洋孝
  - 和矢 - 辻谷耕史
  - イラスト - 谷口亜夢

- 『まんが家マリナ怪奇事件　愛いっぱいのミステリー』1993年3月発売
CD
  - マリナ - 林原めぐみ
  - 美女丸 - 鈴置洋孝
  - シャルル - 菊池正美
  - 和矢 - 辻谷耕史
  - 義母（野上） - 高島雅羅
  - 松井 - 佐藤政道
  - イラスト - 谷口亜夢

集英社CDブック　コバルトシリーズ
- 『まんが家マリナ　赤いモルダウの章　シャルルに捧げる夜想曲』1995年3月発売
  - アンドリュー - 佐々木望
  - カレル - 草尾毅
  - シャルル - 緑川光
  - レオンハルト - 速水奨
  - クリームヒルト - 小林優子
  - エレーゼ - 佐久間レイ
  - コリーン氏 - 幹本雄之
  - 看護婦 - 柊美冬
  - イラスト - 高河ゆん

イメージアルバムなど
- 『愛からはじまるサスペンス』日本コロムビア、1987年8月発売
- 『藤本ひとみコレクション』日本コロムビア、1989年2月発売
- 『藤本ひとみ夢ランド』日本コロムビア、1989年12月発売
- 『藤本ひとみ夢ボックス』東芝EMI、1990年12月発売
- 『藤本ひとみ恋物語』東芝EMI、1991年8月発売

- 『藤本ひとみシャルル幻想曲』東芝EMI、1993年7月発売

## 関連作品
- 『ユメミと銀のバラ騎士団』シリーズ
- 『花織高校』シリーズ
- 『新花織高校恋愛サスペンス』シリーズ
  - マリナシリーズと同世界(観)

### 「鑑定医シャルル」シリーズ
- 見知らぬ遊戯（集英社 1993年7月 / 集英社文庫 1996年5月）
- 歓びの娘（集英社 1994年6月 / 集英社文庫 1997年9月）
- 快楽の伏流（集英社 1997年7月 / 集英社文庫 2000年9月）
- モンスター・シークレット（文藝春秋 2012年7月 / 集英社 2020年）
  - マリナシリーズ シャルルが主人公